# Очаков
Очаков (на украински: Очаків) е град в Николаевска област на Украйна, административен център на Очаковски район.
Разположен е на брега на Черно море, край устието на Днепър. Населението му е 13 927 души (1 януари 2021).
Основан е на мястото на литовска крепост от кримския хан Менгли I Гирей през 1492 г. под името Оджак.